# Важнов Микола Петрович
Микола Петрович Важнов (нар. 22 травня 1909, Ігнатьєво — пом. 1993) — радянський партійний діяч і дипломат; надзвичайний і повноважний посол.

## Біографія
Народився 22 травня 1909 року в селі Ігнатьєвому (нині Московська область, Росія). Член ВКП(б). Упродовж 1939—1942 років обійсав посаду другого секретаря Комі обласного комітету ВКП(б). Нагороджений орденом Червоної Зірки (15 вересня 1943). З 1946 року працівник Міністерства закордонних справ СРСР:
- з 1946 року по 9 жовтня 1947 року — радник Місії СРСР у Монголії;
- з 9 жовтня 1947 року по 27 вересня 1948 року — надзвичайний та повноважний посланник СРСР у Монголії;
- з вересня 1948 року — радник Далекосхідного відділу МЗС СРСР;
- у 1950—1955 роках — радник Посольства СРСР у Китайській Народній Республіці;
- у 1956—1958 роках — заступник завідувача Далекосхідного відділу МЗС СРСР;
- з 1958 року — секретар комітету КПРС МЗС СРСР;
- з 1960 року — заступник завідувача Далекосхідного відділу МЗС СРСР;
- у 1960—1965 роках — начальник Управління кадрів МЗС СРСР, член колегії МЗС СРСР;
- у 1965—1966 роках — радник-посланник Посольства СРСР у Польщі;
- з 29 серпня 1966 року по 4 липня 1970 року — надзвичайний та повноважний посол СРСР в Ісландії;
- з липня 1970 року по 1977 рік — в апараті МЗС СРСР[2];
- з 1977 року — у відставці[2].

Помер у 1993 році.